# Houssoy
Houssoy  est un hameau de la ville belge d'Andenne située en Région wallonne dans la province de Namur.
Avant la fusion des communes de 1977, Houssoy faisait partie de la commune de Vezin. 

## Situation
Cette localité hesbignonne se trouve entre les villages de Ville-en-Waret et Vezin.

## Histoire
Au XIXe siècle, Houssoy a été le siège d'une importante exploitation d’oligiste (minerai contenant du fer). En 1881, la Société des Minières Réunies de Houssoy et Ville-en-Waret est fondée. L'exploitation cesse au tout début du XXe siècle. Peu de traces de cette activité minière subsistent aujourd'hui.

## Patrimoine

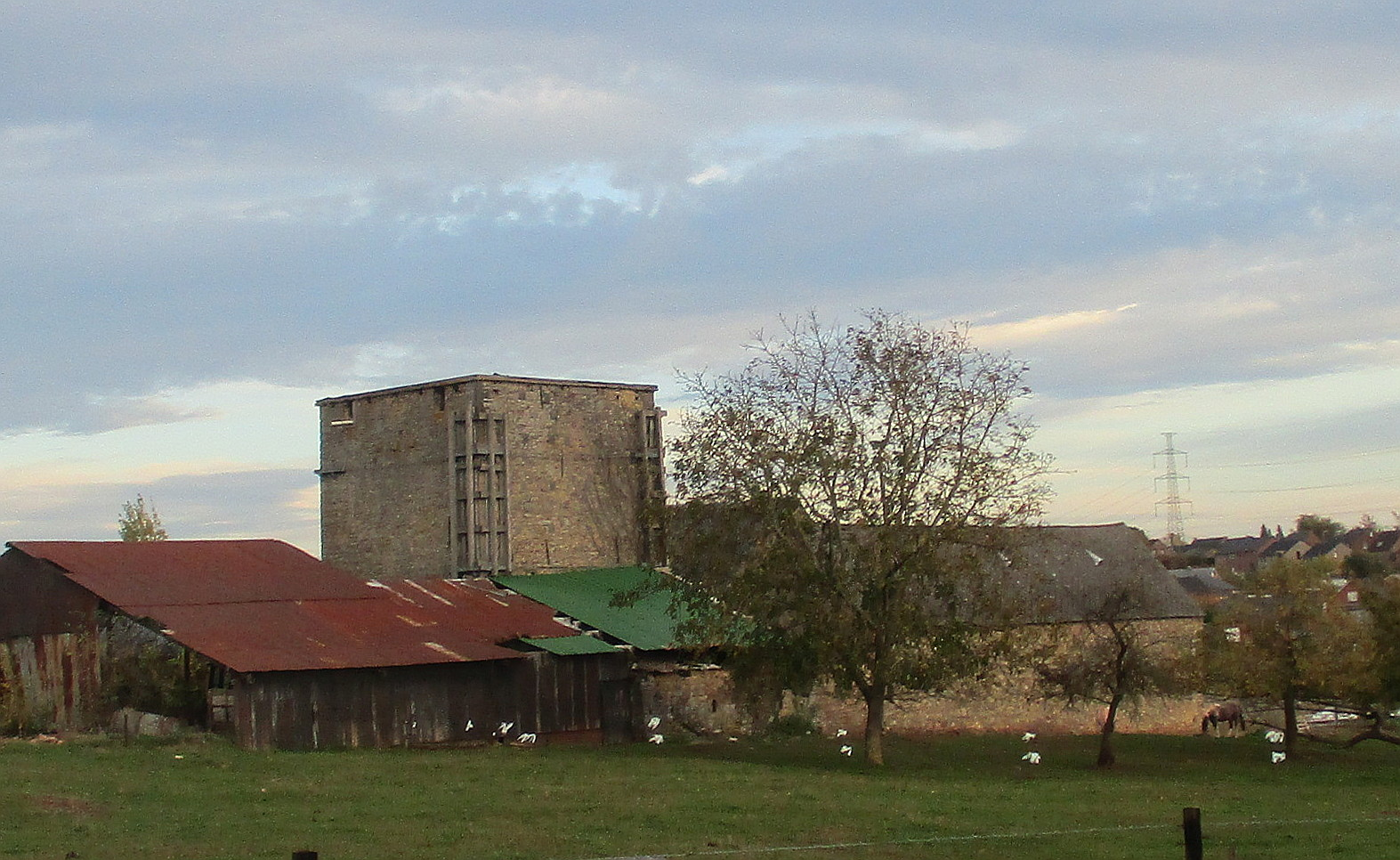
Donjon de la Ferme de Houssoy

La ferme de Houssoy est une ferme en carré comprenant une imposante tour carrée haute de quatre niveaux aux murs épais de plus d'un mètre. Il s'agit d'un ancien siège d’une seigneurie foncière revendue au XVIe siècle par Jean de Houssoy à la famille de Salmier. Cette tour fortifiée est bâtie en moellons de grès ferrugineux locaux. L'ensemble de la ferme et de la tour est repris sur la liste du patrimoine immobilier classé d'Andenne depuis 1981.